# 道の駅むかわ四季の館
道の駅むかわ四季の館（みちのえき むかわしきのやかた）は、北海道勇払郡むかわ町にある国道235号の道の駅。
2003年（平成15年）8月8日に道の駅に登録された。夜間でも警備員が配置されている。

## 歴史
- 1993年（平成5年）
  - 7月 - ボーリング開始
  - 10月 - 湯が湧出する。
- 1994年（平成6年）
  - 7月 - 塩化物強温泉と分析され、命名鵡川温泉四季の湯となる。
  - 9月 - 四季の館建設計画を策定。
- 1995年（平成7年）11月 - 四季の館建設工事着工。
- 1997年（平成9年）4月27日 - 四季の館開設。
- 2003年（平成15年）8月10日 - 四季の館道の駅に指定。日高自動車道 鵡川IC開通。
- 2005年（平成17年）4月1日 - ホテル四季の風オープン。

## 施設
むかわ温泉（むかわおんせん）は、日帰り入浴施設と宿泊施設がある温泉。道の駅の核施設になっている。
- 駐車場
  - 普通車：200台
  - 大型車：4台
  - 身障者用：2台
- トイレ
  - 男：大 3器（1器）、小 4器（2器）
  - 女：5器（2器）
  - 身障者用：1器（1器）

※（）内は、24時間利用可能
- 公衆電話：2台
- むかわ温泉「四季の湯」（10時 - 21時）
- ホテル「四季の風」
- お食事処「たんぽぽ」11時 - 21時（LO 20時）
- コーヒーショップ「四季」11時 - 17時30分
- スポーツプラザ
  - プール 13時 - 20時（日・祝 10時 - 20時）
  - トレーニングジム 13時 - 21時（日・祝 10時 - 21時）
- 情報端末 - 周辺観光情報、医療情報、他の「道の駅」情報
- まなびランド図書室 13時 - 20時
- その他貸し室・貸しホール 9時 - 22時

### 温泉の泉質に基づく適応症・禁忌症
浴用の適応症
神経痛・筋肉痛・関節痛・五十肩・運動麻痺・関節のこわばり・うちみ・くじき・痔疾・慢性消化器病・慢性皮膚病・病後回復期・疲労回復・健康増進・虚弱児童・慢性婦人病・冷え性・きりきず・やけど
浴用の禁忌症
急性疾患・悪性腫瘍・重い心臓病・呼吸不全・腎不全・出血性疾患・活動性の結核・高度の貧血・一般に病勢進行中の疾患・妊娠中

## 休館日
- 年中無休

## アクセス
直接連絡
- 国道235号
- 北海道道10号千歳鵡川線

間接連絡
- 日高自動車道（鵡川IC）
日高自動車道の鵡川IC出口の案内には、この道の駅の案内が載せられている。

## 周辺
- むかわ町役場
- むかわ町鵡川厚生病院
- ぽぽんた市場
- 鵡川橋（鵡川）
- シシャモパーク
- 鵡川駅（日高本線）
- 鵡川IC（日高自動車道）
- 道南バス、むかわ町営バス、ジェイ・アール北海道バス「鵡川四季の館前」停留所
  - 町営バス各路線
  - 鵡川中学校前 - 穂別出張所・富内・安住中央（富内線廃止代替）
  - 札幌駅（札幌駅バスターミナル）方面（高速ペガサス号）
  - 新千歳空港方面（特急ひだか優駿号（2022年3月27日で廃止[2]））